# Frances Perkins
Frances Perkins (Boston, 10 april 1880 – New York, 14 mei 1965) was een Amerikaans sociologe. Tussen 1933 en 1945 diende ze als minister van Arbeid onder Franklin Delano Roosevelt en Harry S. Truman. Daarmee was ze de eerste vrouwelijke Amerikaanse minister.

## Biografie

### Vroege jaren
Frances Perkins werd in Boston geboren als de dochter van Frederick W. Perkins en Susan Bean Perkins en groeide op in Worcester (Massachusetts). In 1902 behaalde ze haar bachelor in natuurkunde en scheikunde aan de Mount Holyoke College. Acht jaar later behaalde ze haar master in politicologie aan de Columbia-universiteit. Perkins verwierf bekendheid als hoofd van het New York Consumers League en lobbyde voor betere werktijden en -omstandigheden. Ondertussen doceerde ze ook sociologie op de Adelphi University, Ze was op 25 maart 1911 getuige van de brand in Asch Building in New York, ook wel de 'Triangle Shirtwaist Factory fire' genoemd, die 146 jonge mensen, in overgrote meerderheid jonge vrouwen, het leven kostte. Daardoor gaf ze haar positie bij de Consumers League op en werd secretaris voor de commissie van veiligheid van de stad New York.
In 1913 trouwde Perkins met Paul Wilson en hield ondanks haar huwelijk haar geboortenaam aan. In 1929 werd ze door de nieuwe gouverneur van New York, Franklin Delano Roosevelt, benoemd tot lid van het departement van arbeid van de staat New York. In die functie was ze in staat om onder andere de werkweek voor vrouwen te verkorten naar 48 uur per week.

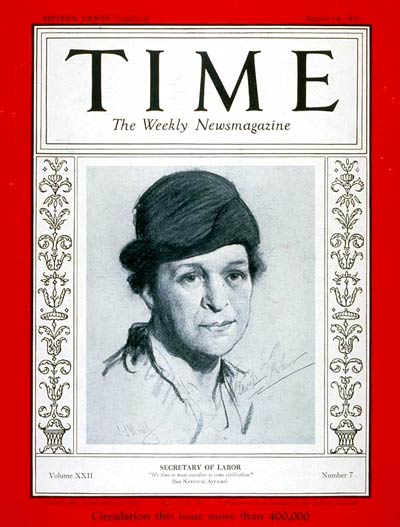
Perkins op de cover van Time Magazine

### Minister van Arbeid
Ze werd in 1933 door de inmiddels president geworden Roosevelt aangesteld tot minister van arbeid en werd daarmee de eerste Amerikaanse vrouwelijke minister. Vanuit deze positie was ze ook een belangrijk figuur in de totstandkoming van de New Deal. Haar grootste wapenfeit was de vorming van het werkverschaffingsplan Civilian Conservation Corps in 1934. Ook was ze een jaar later betrokken bij het opstellen van de Social Security Act.
Ze kwam echter in 1939 onder vuur te liggen van een paar congresleden omdat ze geweigerd had om Harry Bridges, de communistische leider van de International Longshore and Warehouse Union, op te pakken. Perkins werd vervolgens door het Hooggerechtshof vrijgesproken. Toen Harry S. Truman in 1945 Roosevelt opvolgde als president bleef ze voor korte tijd aan als minister, maar werd in juni opgevolgd door Lewis Schwellenbach omdat Truman een meer politiek ervaren persoon op die ministerpost wilde hebben.

### Latere leven
Nadat ze was vervangen als minister werd ze door Truman gevraagd om zitting te nemen in de United States Civil Service Commission. Perkins bleef hierin actief tot 1952 toen haar echtgenoot overleed. Vervolgens ging ze doceren aan de Cornell-universiteit wat ze tot aan haar dood in 1965 zou blijven doen. Na haar dood werd ze begraven op Glidden Cemetary in Newcastle (Maine).

## Nalatenschap
Als eerste vrouwelijke minister heeft ze een centrale plek gekregen in de Amerikaanse politieke geschiedenis; zo is het gebouw waar het Amerikaanse ministerie van Arbeid in is gehuisvest naar haar vernoemd. Zowel haar huis in Washington D.C. als haar ouderlijk huis Newcastle, Maine zijn National Historic Landmarks.